# Coquillettidia aureosquammata
Coquillettidia aureosquammata är en tvåvingeart som först beskrevs av Frank Ludlow 1909.  Coquillettidia aureosquammata ingår i släktet Coquillettidia och familjen stickmyggor. Inga underarter finns listade i Catalogue of Life.